# Geografia Filipin

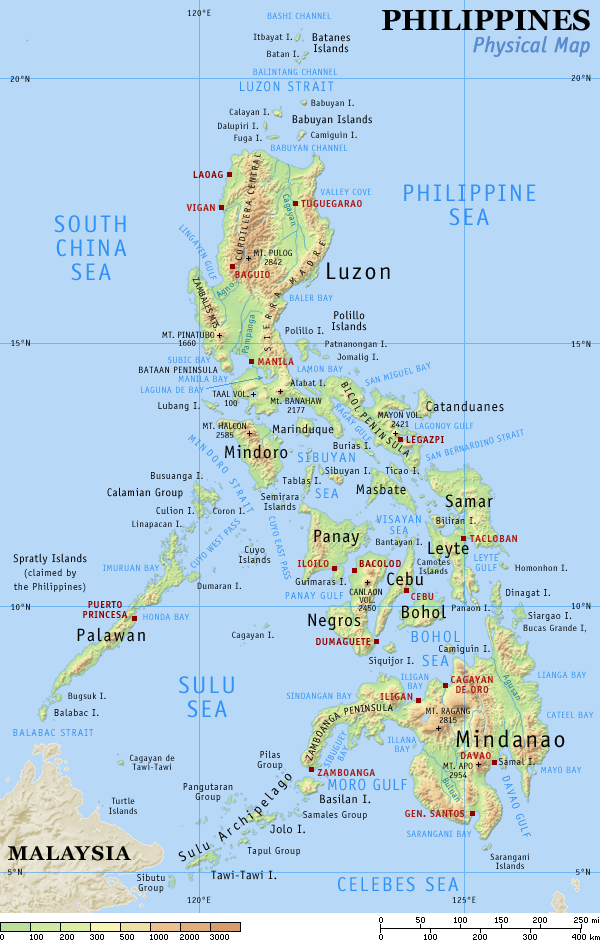
Mapa fizyczna Filipin

Filipiny są państwem wyspiarskim leżącym w Azji Południowo-Wschodniej, na Archipelagu Filipińskim. Archipelag jest oblewany przez wody Oceanu Spokojnego.

## Powierzchnia, położenie i granice
Powierzchnia – 300 000 km², porównywalna z wielkością Polski.
Położenie – kraj leży w Azji Południowo-Wschodniej, w zachodniej części Oceanu Spokojnego, pomiędzy Chinami a Archipelagiem Indonezyjskim. Wyspy oblewają wody: Morza Celebes od południa, Morza Sulu od południowego zachodu, Morza Południowochińskiego od zachodu i północy, natomiast od wschodu znajdują się otwarte wody Oceanu Spokojnego.
Skrajne punkty: północny 21°30′N, południowy 4°30′N, zachodni 117°00′E, wschodni 128°00′E. Rozciągłość południkowa wynosi 1880 km, a równoleżnikowa 1200 km.
Granice – poprzez wody terytorialne Filipiny graniczą:
- Indonezja od południa
- Malezja od południowego zachodu
- Wietnam – od zachodu
- Chiny – od północy

Linia brzegowa – 17 447 km

## Ukształtowanie poziome
Archipelag Filipiński składa się z 7107 wysp i wysepek, w tym ponad 4500 skał i raf położonych między 18° a 6°N. W północnej grupie wysp największymi są Luzon, Mindoro, środkową część stanowią wyspy Visayas (w ich skład wchodzą Bohol, Cebu, Leyte, Masbate, Negros, Panay i Samar). Południową część Filipin stanowią Mindanao i Archipelag Sulu. Największymi wyspami Filipin są Mindanao (95 tysięcy km²) na południu i Luzon (105 tysięcy km²) na północy. Obie te wyspy zajmują dwie trzecie powierzchni całego państwa.
Brzegi wysp, posiadające liczne zatoki, są w wielu miejscach skaliste, porośnięte namorzynami lub otoczone rafami koralowymi i podwodnymi skałami. Mimo iż wiele fragmentów wybrzeża jest skalistych, a podwodne skały i rafy stanowią niebezpieczeństwo dla żeglugi, to wybrzeża Zatoki Manilskiej na wyspie Luzon uchodzą za jeden z najdogodniejszych terenów w Azji do lokalizacji portów morskich. Linia brzegowa kraju jest dobrze rozwinięta, a najsłabiej rozwiniętą część wybrzeża mają wschodnie brzegi (wybrzeże Pacyfiku). Wody wewnętrzne Filipin mają zróżnicowaną głębokość do 1975 m. Wzdłuż wybrzeży Pacyfiku ciągnie się głęboki rów oceaniczny zwany Rowem Filipińskim o głębokości ponad 10 tysięcy metrów.

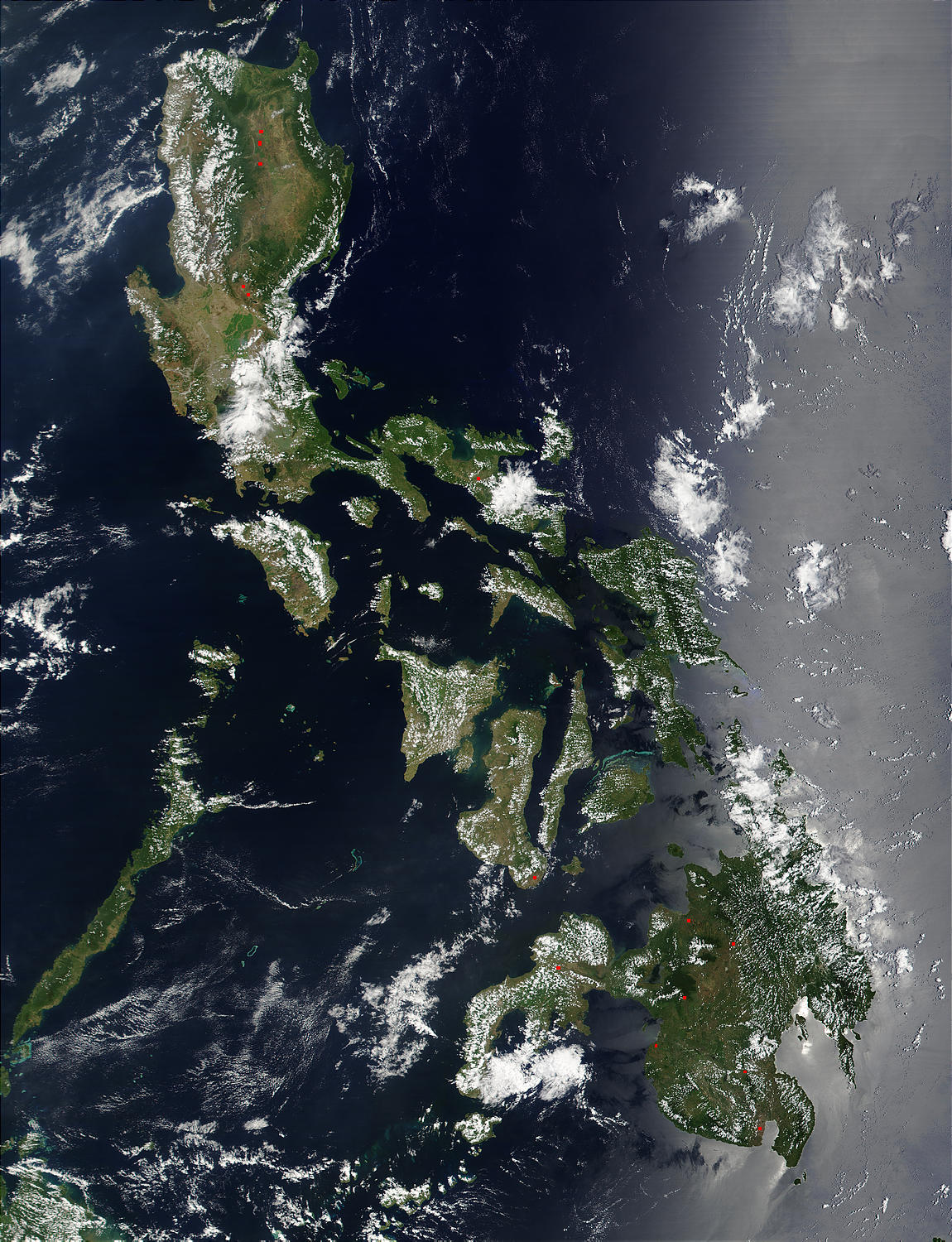
Filipiny widziane z kosmosu

## Budowa geologiczna
Obszar Filipin stanowi część rozległego łuku wysp leżących u wybrzeży Azji Wschodniej. Wyspy są zbudowane z różnych skał. Głównie są to skały pochodzenia mezozoicznego i trzeciorzędowego. Te najstarsze skały to wychodnie skał magmowych, głównie granity, oraz skały metamorficzne, do których należą kwarcyty i fyllity. Stare pokłady skał występują na Mindanao, Pelawanie, Mindoro i Leyete. Skały pochodzące z trzeciorzędu to takie utwory, jak licznie występujące skały osadowe, do których należą wapienie i piaskowce. Skały te zostały sfałdowane w miocenie w czasie orogenezy alpejskiej. Poza trzeciorzędowymi formacjami geologicznymi występują licznie skały czwartorzędowe, do których należą bazalty i andezyty.
Strefy fałdowań mają przebieg południkowy od Luzonu do Mindanao, z lekkim zaburzeniem w środkowej części kraju. Druga strefa fałdowań przebiega z północnego wschodu na południowy zachód od Panay do Archipelagu Sulu. Obszar ten jest aktywny sejsmicznie i wulkanicznie do dziś. Świadectwem powolnych ruchów pionowych skorupy ziemskiej są kopalne plaże, podniesione obecnie do 500 m n.p.m. Na Filipinach jest 14 czynnych wulkanów, należą do nich m.in. Mayon i Taal. Wulkany te charakteryzują się wysokim wskaźnikiem eksplozywności, jest to 85° w skali stustopniowej. Archipelag Filipiński jest często nawiedzany przez wybuchy wulkanów i trzęsienia ziemi, które niosą ze sobą wiele ofiar. Przykładem może być tu wybuch wulkanu Pinatubo w 1991 roku, który spowodował śmierć 600 osób i zniszczył 100 tysięcy hektarów terenów uprawnych. W przypadku trzęsienia ziemi, jakie miało miejsce 1990 roku, bez dachu nad głową zostało 100 tysięcy ludzi.

## Rzeźba
Powierzchnia Filipin jest w 75% górzysta, z nielicznymi dolinami i nizinami. Główne pasma górskie ciągną się na terytorium Luzonu i są to Cordillera Central na zachodzie wyspy, gdzie najwyższym szczytem jest Mount Pulog (2929 m n.p.m.) i Sierra Madre na wschodzie. Łańcuchy tych gór łączą się na północy tworząc masyw Caraballo Mountains. Mniejszymi pasmami górskimi są Ilocos Mountains na północy i Zambales Mountains na południowym zachodzie. Obszary górskie oddzielone są od wybrzeża wąskimi pasmami nizin. Same niziny rozlokowane są głównie na wybrzeżach oraz w dolinach rzek między pasami gór.
Obszary górskie i wyżynne, oraz stożki wulkaniczne przeważają także na Mindanao. We wschodniej części tej wyspy wznoszą się góry Diuata Mountains sięgające 2200 m n.p.m. Na zachodzie wyspy rozciąga się rozległy płaskowyż, który przechodzi w masyw górski z najwyższym szczytem Filipin – Apo o wysokości 2965 m n.p.m. Pomiędzy górami Diuta a płaskowyżem centralnym ciągnie się tektoniczne obniżenie, będące doliną rzeczną.
Trzeci ważny masyw górski rozciąga się wzdłuż półwyspu Zamboanga Peninsula, którego naturalne przedłużenie stanowi Archipelag Sulu na południowym zachodzie. Górski charakter mają też pozostałe wyspy Filipin. Na Palawanie nadmorskie niziny są niewielkie, a stoki gór schodzą bezpośrednio do morza. Większe niziny występują na wyspie Samar, także inne wyspy posiadają tereny niziny, jednakże w tych wszystkich przypadkach, większość obszarów Filipin stanowią góry.

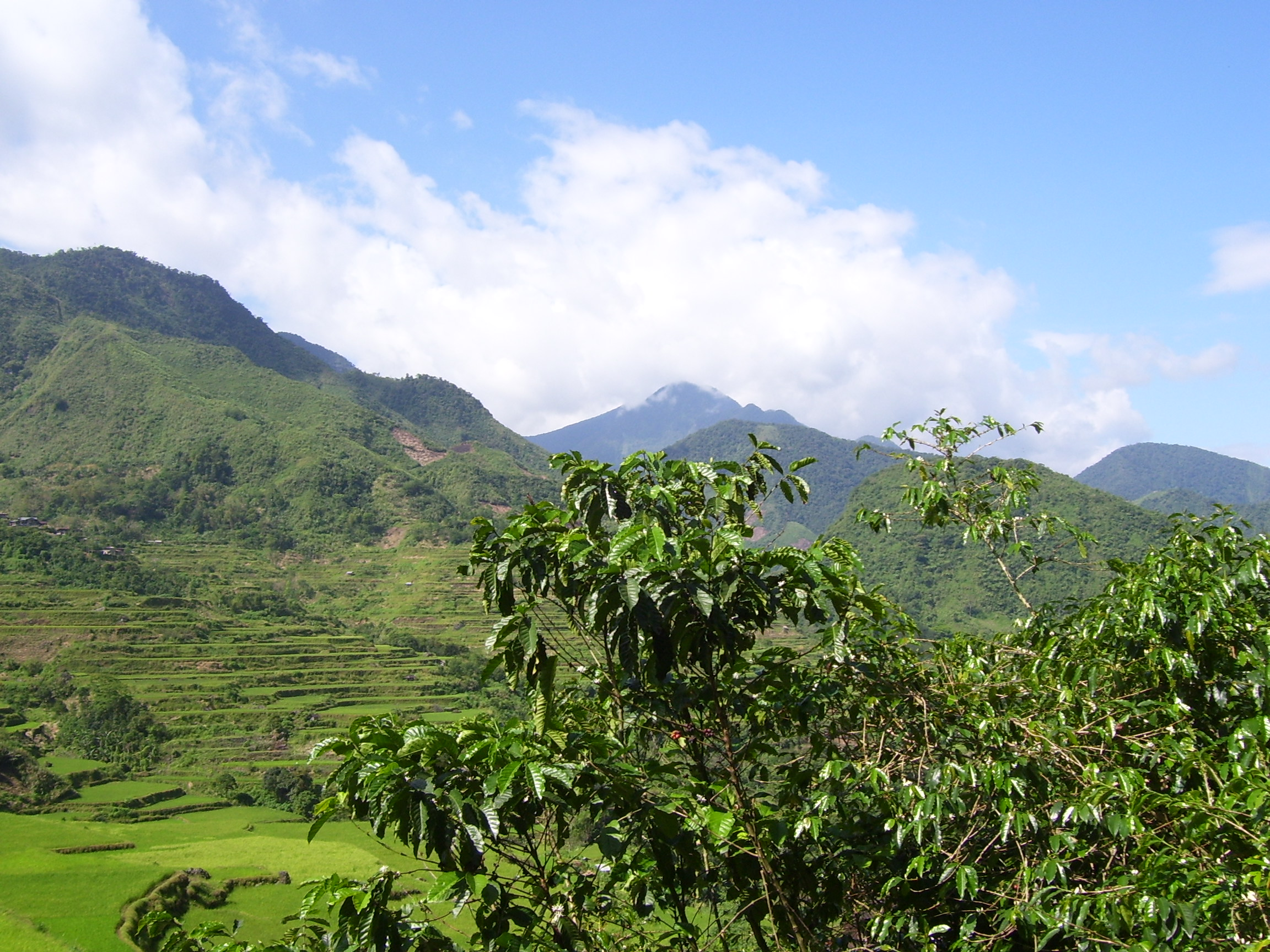
Górzyste wnętrze jednej z wysp

## Klimat
Klimat Filipin zalicza się do strefy klimatów równikowych o wybitnych cechach klimatu monsunowego. Pogoda na Filipinach jest gorąca i wilgotna, gdzie do głównych cech należy cykliczność zmian kierunku wiatrów i intensywności deszczów, co jest związane z monsunami.
Temperatura powietrza wykazuje się niewielkimi wahaniami w ciągu roku i jej średnia wysokość utrzymuje się na poziomie 27–28 °C. Jednakże tuż przed nastaniem wilgotnej pory monsunowej temperatury osiągają w dzień 35–37 °C. Temperatura w wyższych partiach gór jest niższa, ale jej średnia wartość nie spada poniżej 15 °C. Odczuwalne wartości termiczne na Filipinach potęguje wysoka wilgotność, która przez cały rok wynosi 80% i więcej, a w czasie monsunu sięga nawet 100%.
Filipiny jako kraj leżący w strefie równikowej cechuje się obfitością deszczów. Średnia roczna suma opadów wynosi około 2000 mm. Minimum to 1000 mm występuje na terenach osłoniętych przez góry, czyli na obszarach zawietrznych, niepodlegających bezpośredniemu wpływowi wiatrów monsunowych. Najbardziej wilgotne tereny otrzymują 3500 mm deszczu, a nawet więcej. Maksima opadowe na Filipinach przypadają na okres od maja do października. Najbardziej sucho jest w okresie wczesnej wiosny, tuż przed nastaniem monsunu letniego. Oczywiście w większości kraju okres ten nie jest pozbawiony opadów. Na Filipinach nie ma pory suchej, choć regiony zawietrzne, cechują się bardzo słabymi opadami tuż przed nastaniem monsunu letniego.
Do częstych zjawisk należą burze, a także cyklony tropikalne. Obszar zachodniego Pacyfiku, a – co za tym idzie – wschodnich Filipin, jest regionem częstego występowania tych wiatrów. Tajfuny, bo tak są nazywany w Azji, powstają w zachodniej części oceanu, a następnie wędrują nad wschodnie wybrzeża kraju.

## Wody
Sieć rzeczna jest gęsta, a zasobność wód obfita z racji wysokich opadów. Rzeki są przeważnie krótkie i mają charakter górski, czyli obfitują w progi i wodospady; na większości swych odcinków są nie żeglowne. Rzeki Filipin charakteryzują się także wysokim poziomem zmian swojego wodostanu, co wiąże się z cyklem deszczów monsunowych. W okresie letnim, kiedy w kraju występują ulewne deszcze, wiele rzek podnosi swój poziom wód. Do częstych zjawisk należą powodzie, które rokrocznie zagrażają nawet stolicy kraju.
Rzeki należą do dwóch zlewisk – Oceanu Spokojnego i Oceanu Indyjskiego, wszystkie rzeki są stałe. Główną rzeką kraju jest Mindanao, które – jak sama nazwa wskazuje – płynie na wyspie Mindanao, na długości 550 km. Drugą co do długości rzeką jest Cagayan, płynący na Luzonie, o długości 380 km. Brzegi rzek są przeważnie bagniste i porośnięte zaroślami. Jezior w kraju jest niewiele, największym z nich jest Laguna de Bay o powierzchni 2400 km²; jezioro to jest dawną część Zatoki Manilskiej.

## Gleby
Na Archipelagu Filipińskim głównym typem gleb są nitosole i arkisole. Nitosole występują na Luzonie, Panay, Cebu i Bohol, a także na niektórych terenach Mindanao. Gleby te są pomieszane razem z arkisolami. Do innych gleb należą arenosole, które miejscami występują na Mindanao, a także luwisole i kambisole, które także w niewielkich ilościach pokrywają wyspy – Cebu i Bohol. Doliny rzeczne są pokryte glebami aluwialnymi – fluwisolami, a na terenach bagiennych występują glejsole.

## Flora

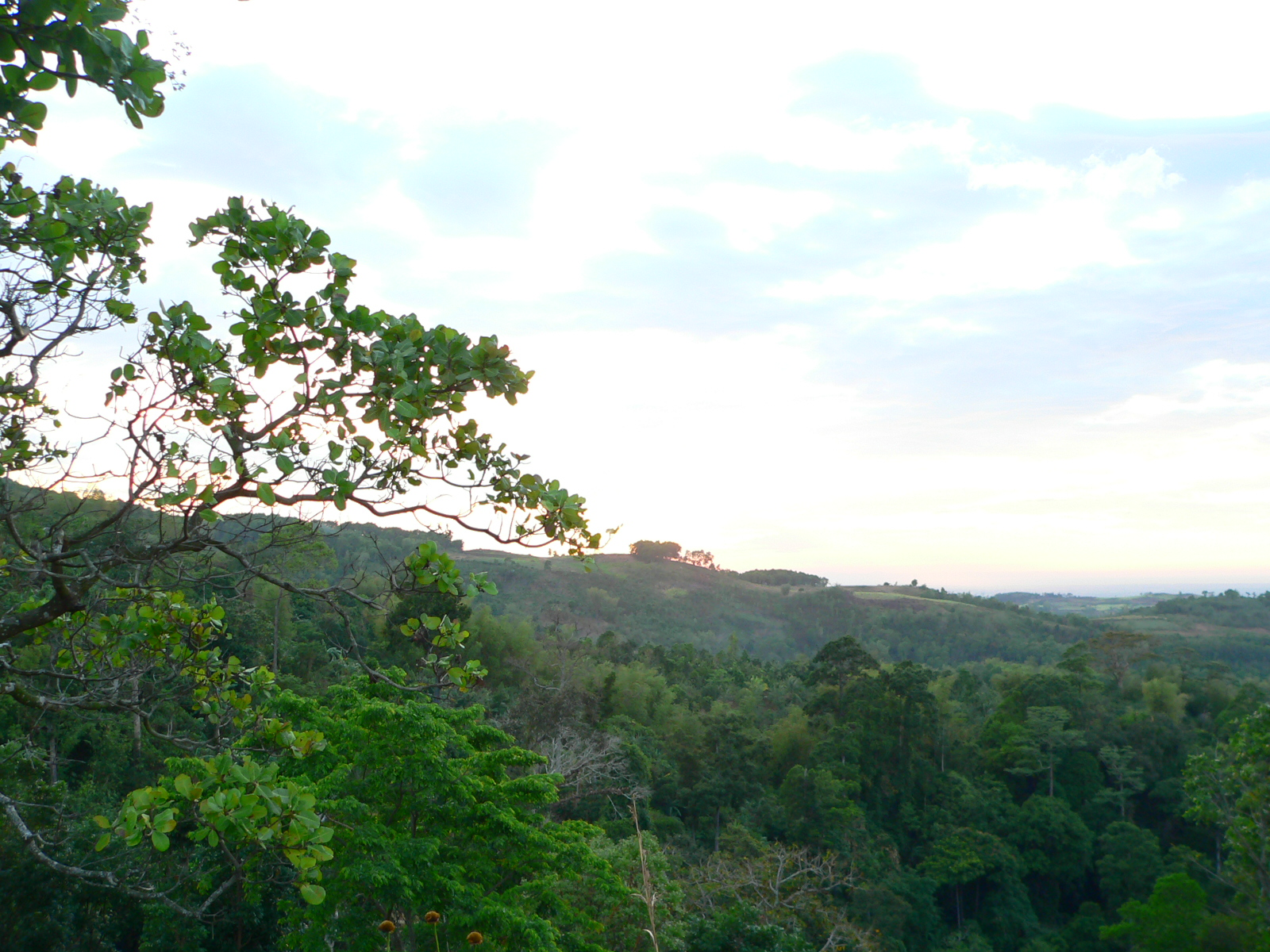
Las tropikalny na Filipinach

Na Filipinach występuje prawie 10 tysięcy gatunków roślin, w tym 3 tysiące gatunków drzew. Liczba gatunków jest więc znaczna, jednak przyroda jest zdegradowana. Lasy równikowe pierwotnie pokrywały niemal cały kraj, jednak w ciągu pierwszych 80 lat XX w. Filipiny utraciły ok. 70% swych pierwotnych zasobów leśnych. Obecnie ich pozostałości zajmują jedynie 23,87% powierzchni kraju. Lasy te porastają wnętrza wysp. Jednym z ważnych gatunków drzew jest mahoń filipiński. W miejscach, gdzie lasy tropikalne zostały wycięte, głównie w górach północnego Luzonu, rosną lasy sosnowe, a na innych terenach zbiorowiska trawiaste zwane cogon.
Na wybrzeżu rosną lasy namorzynowe, a nad rzekami lasy galeriowe i – w dolnych odcinkach rzek – lasy namorzynowe, co wiąże się występowaniem terenów podmokłych, stale zalewanych przez ulewy. Na terenach niżej położonych do 150 m n.p.m. rosną lasy monsunowe, które tracą liście w okresie zimowym, kiedy występuje pora sucha. Na terenach wyżej położonych (900–1500 m n.p.m.) rosną lasy bambusowe. Lasy równikowe zajmują wnętrza wysp, które są terenami górzystymi. Przeważają tam niskie drzewa liściaste, porośnięte lianami, mchami i porostami, co sprawia, że są one trudne do przebycia.

## Fauna
Świat zwierzęcy jest typowy dla Regionu Sundajskiego. Na Filipinach żyją bawoły (m.in. bawół indyjski arni) i jelenie, np. sambar filipiński i introdukowany jeleń wschodni. Spośród ssaków naczelnych występują tu małpy wąskonose, jak np. makak jawajski i wyraki, a z owadożernych – tupaje. Bardzo licznie występują na Filipinach nietoperze, natomiast najbogatszą w gatunki grupą kręgowców są ptaki. Najcenniejszym ich przedstawicielem jest endemiczny dla Filipin małpożer z podrodziny jastrzębi, będący jednym z najrzadszych, najbardziej zagrożonych i najpotężniejszych ptaków na świecie. Licznie reprezentowane są gady, z których największe to krokodyl filipiński i krokodyl różańcowy, które spotkać można na terenach podmokłych w pobliżu rzek i ich ujść. Do przedstawicieli gadów należą także węże, jak pytony (w tym jeden z największych gatunków węży – pyton siatkowy) oraz jadowite kobry, w tym największa z jadowitych węży kobra królewska. Liczne są także ryby, zarówno słodkowodne w rzekach, jak i słonowodne w wodach otaczających wyspy.

## Ochrona przyrody
Działania na rzecz ochrony przyrody podjęto w 1900 roku, gdy władze amerykańskie ograniczyły wyrąb lasów. W 1936 roku został założony Park Narodowy Mount Apo, który obejmuje tereny wokół wulkanu Apo na wyspie Mindanao. Na przełomie lat 60. i 70. utworzono więcej obszarów chronionych, w sumie jest ich 30. Niestety, tereny te zajmują zaledwie 2% powierzchni kraju.